# ASM-3
XASM-3는 일본이 개발중인 최신형 공대함 초음속 순항 미사일이다. 2016년에 개발이 완료될 계획이다. 93식 공대함 미사일(ASM-2)의 다음 버전이다.

## 역사
2019년 3월, ASM-3의 사거리를 400 km 이상으로 늘리기로 했다. 가와사키 P-1 해상초계기에 장착할 계획이다.
일본 방위성이 도입하는 장사정 미사일은 고속활공탄, 공대함 미사일 ASM-3, 12식 지대함유도탄, 신형 공대함 미사일, 순항미사일 JSM등이다.

## 제원
- 길이: 6 m
- 무게: 900 kg
- 사거리: 220 해리, 400 km 이상
- 속도: 순항시 마하 3 이상
- 탑재 플랫폼: 미쓰비시 F-2

## 같이 보기
- 미사일 목록